# Knut Andersen (calciatore 1908)
Knut Andersen (16 gennaio 1908 – 22 settembre 1981) è stato un calciatore norvegese, di ruolo centrocampista.

## Carriera

### Club
Andersen giocò con la maglia del Frigg.

### Nazionale
Conta una presenza per la Norvegia. Il 19 giugno 1930, infatti, fu in campo nella vittoria per 3-0 contro la Svizzera.